# 擦音化
擦音化（Spirantization）是一個輔音弱化（lenition）的過程。在這個過程裡，塞音和破擦音慢慢被弱化成為了擦音。在有些時候，例如塞音的弱化過程中，會產生原來語言沒有的破擦音。

## 例子

### 西班牙語
在西班牙語，元音間的濁塞音會弱化成擦音：
| 塞音 | 擦音化後 |
| ---- | -------- |
| [b]  | → [β̞]    |
| [d]  | → [ð̞]    |
| [g]  | → [ɣ̞]    |

鼻音後，以及 d 在流音後除外。

### 日語
在日語，元音間的 b 和 g 有時會弱化成擦音：
| 塞音 | 擦音化後 |
| ---- | -------- |
| [b]  | → [β]    |
| [g]  | → [ɣ]    |

因日語 w [ɰᵝ] 亦可以發成 [β̞] 音，可能會造成混淆。

## 參看
- 輔音弱化（Lenition）
- 元音弱化（Apophony）
- 擦音